# Tassonomia di Bloom

La rosa dell'apprendimento di Bloom

La tassonomia di Bloom è uno dei modi di formalizzare le fasi di acquisizione e familiarizzazione con insiemi di informazioni o teorie. È utilizzato in psicologia dell'educazione per definire le fasi dell'apprendimento e costruire il processo educativo. Questa tassonomia prende il nome da Benjamin Bloom, presidente del comitato di educatori che ideò la tassonomia e curatore del primo volume del testo Tassonomia degli obiettivi educativi: La classificazione degli scopi dell'educazione.
I settori della tassonomia di Bloom fanno riferimento ai vari obiettivi che gli educatori dovrebbero definire per i loro studenti; essa divide gli obiettivi in tre dominî: cognitivo, affettivo e psicomotorio (a volte semplificati rispettivamente in 'conoscere/testa', 'sentire/cuore' e 'fare/mani'). All'interno dei dominî il passaggio al livello successivo è pregiudicato dall'acquisizione delle conoscenze e abilità che precedono. Uno degli obiettivi della tassonomia di Bloom è quello di motivare gli educatori a concentrarsi su tutti e tre i dominî, creando un approccio educativo più olistico.
La tassonomia di Bloom è considerata come fondamentale ed essenziale nella comunità educativa (per lo meno in quella statunitense), nonostante Bloom stesso considerò il manuale "uno dei testi meno letti ma più citati nell'educazione americana", cosa che ha portato a una specie di aura mitologica intorno alla tassonomia, avendone molte persone informazioni di seconda mano.

## Storia
La pubblicazione della Tassonomia degli obiettivi educativi seguì una serie di conferenze che dal 1948 al 1953 furono organizzate a Boston dalla American Psychological Association. Uno degli obiettivi primari era quello di facilitare la comunicazione tra gli educatori, in particolare tra gli esaminatori.
Il primo volume "Handbook I: Cognitive", che presentava appunto la parte cognitiva, fu pubblicato nel 1956. "Handbook II: Affective", sulla sezione affettiva seguì nel 1965. Un terzo volume, che avrebbe dovuto riguardare la psicomotricità, fu progettato ma mai pubblicato. Una versione rivisitata del dominio cognitivo è stata pubblicata nel 2000.

## Per approfondire
- Psicologia dell'educazione
- Know-how
- Apprendimento
- Intelligenza fluida e cristallizzata
- Conoscenza
- Costruttivismo